# San Francisco de Macorís
San Francisco de Macorís ist eine Stadt in der Dominikanischen Republik. Sie ist der Hauptort der Provinz Duarte und hat 188.118 Einwohner (Zensus 2010). Der Name San Francisco de Macorís leitet sich aus der Fusion des Namens des Heiligen Franziskus, des Schutzheiligen des Franziskanerordens (einer religiösen Organisation aus Italien, die während der Kolonialisierung in dieses Gebiet gekommen war) und des alten Namens des Gebiets, Macorix, ab.

## Geschichte
Die in der Nähe von San Francisco de Macorís liegende Vorgängerstadt wurde 1497 gegründet. Nach der Gründung der Vega Cotuí im Jahre 1505 an einem goldreichen Ort. Das heutige San Francisco de Macorí und die Provinz Duarte waren jahrhundertelang ländliche Außenbezirke von La Vega bzw. Cotuí. Die heutige Gemeinde San Francisco de Macorís entstand 1778, nachdem mehrere lokale Familien Land für die Gründung der Stadt gespendet hatten.
1795 wird der Vertrag von Basel unterzeichnet, in dem Spanien das gesamte westliche Gebiet der spanischen Insel Hispaniola an Frankreich abtrat. Frankreich übernimmt 1801 die spanische Seite und unter französischer Führung wird eine neue politische Teilung der Insel und der Stadt San Francisco de Macorís konzipiert, die einem Pfarrbezirk zugeordnet wurde. Es wird vermutet, dass zu diesem Zeitpunkt der Stadtrat eingerichtet wurde, da nur noch Teile der Protokolle vorhanden sind.
Im Jahr 1976 wurde durch Papst Paul VI. das römisch-katholische Bistum San Francisco de Macorís errichtet. Hauptkirche ist die Kathedrale Santa Ana.
Heute ist die Stadt das wirtschaftliche Zentrum der Provinz Duarte.

## Lage und Klima
Die Stadt San Francisco de Macorís liegt in der nördlichen Region der Dominikanischen Republik (Cibao Region) zwischen der Cordillera Septentrional  im Norden und dem Cibaotal im Süden. San Francisco de Macorís hat Hügel im Norden, die in den Abendstunden eine großartige Aussicht auf die Stadt bieten. Der Fluss Jaya fließt am Westen der Stadt vorbei.
Die Temperaturen schwanken zwischen 17 und 32 Grad Celsius, wobei die kühleren Temperaturen vom Niederschlag beeinflusst werden. Im Jahresdurchschnitt herrscht eine Temperatur von 25,6 Grad. Aufgrund ihrer Lage ist die Stadt nicht von Hurrikanen oder extrem heißem Wetter betroffen. Gelegentliche Überschwemmungen können aufgrund der Regenzeit auftreten, die sich hauptsächlich im Mai bemerkbar macht.

## Wirtschaft
Die Stadt ist das Zentrum der Provinz Duarte, in dem die größte Menge an Bio-Kakao erzeugt wird, was die Dominikanische Republik zum größten Produzenten und Exporteur dieses Produkts macht. Außerdem wird in der Umgebung Viehzucht betrieben und Reis angebaut.

## Söhne und Töchter der Stadt
- Hanser Alberto (* 1992), Baseballspieler
- Faustino Burgos Brisman  (* 1960), römisch-katholischer Ordensgeistlicher, Bischof von Baní
- Hilma Contreras (1913–2006), Schriftstellerin
- Ramón Alfredo de la Cruz Baldera (* 1961), römisch-katholischer Geistlicher, Bischof von San Francisco de Macorís
- Francisco García (* 1981), Basketballspieler
- Elvis Martínez, Bachatasänger, Songwriter und Gitarrist
- Victor Martinez (* 1973), Bodybuilder
- José Rafael Molina Ureña (1921–2000), Politiker